# 中國光大證券國際
光大證券國際（英語：Everbright Securities International）是一所金融服務機構，前稱光大新鴻基有限公司和新鴻基金融集團，目前為光大證券股份有限公司（「光大證券」）全資擁有的海外業務平台，提供跨境及環球全面金融服務。五大業務為財富管理、企業融資及資本市場、機構業務、資產管理及投資管理。光大證券國際於香港、澳門及英國均有營業點。光大證券國際獲穆迪Baa3長期發行人評級及Prime-3短期發行人評級。
光大證券國際的前身光大新鴻基是香港及上海上市的光大證券股份有限公司（「光大證券」，上交所：601788，港交所：6178）持有70%股權的附屬公司，其餘30%股權則由新鴻基有限公司（港交所：86）持有。光大新鴻基的歷史可追溯至1969年當馮景禧、郭得勝及李兆基創立「新鴻基」合作關係，並成立「新鴻基」品牌的年代。於1996年，聯合地產﹙香港﹚有限公司從馮景禧家族手中收購了新鴻基有限公司，從而持有其後改名為新鴻基金融的業務。光大證券於2015年6月入股新鴻基金融70%股權。於2017年12月18日，新鴻基金融正式更名為光大新鴻基，其附屬品牌則名為「鴻財網」和「光大新鴻基尊尚資本管理」。
光大新鴻基、新鴻基有限公司及新鴻基地產均以「新鴻基」命名，反映了三者的歷史淵源。不過，現時三者已是獨立的企業，各自有不同的股東結構及管理層。
作為中央金融系券商，光大證券於2010年獲批在香港地區設立海外金融控股平台，此後開始開展海外業務。2015年6月，光大證券入股新鴻基金融70%股權，與新鴻基公司共同持有新鴻基金融。2021年6月，新鴻基公司宣佈將光大新鴻基的剩餘權益售予光大證券，全面退出光大新鴻基。2022年1月，「光大新鴻基」正式更名為「光大證券國際」。

## 历史
- 1969年，馮景禧、郭得勝及李兆基創立新鴻基公司。
- 1973年，新鴻基証券有限公司（「新鴻基証券」）成立。
- 1983年，新鴻基有限公司正式成立，並於香港聯合交易所上市。
- 1991年，新鴻基投資服務有限公司（「新鴻基投資服務」）率先成為上海及深圳證券交易所的首批包銷商和核准海外代理人。
- 1993年，新鴻基投資服務分別在上海及深圳證券交易所獲得B股交易席位。
- 1996年，聯合地產（香港）有限公司透過其全資附屬公司從馮氏家族收購新鴻基有限公司。
- 1997年，新鴻基投資服務獲中國證券監督管理委員會批准成為外資股份經紀商及主承銷商。
- 2000年，「鴻財網」正式成立，是首批提供一站式網上股票買賣服務的證券行之一。
- 2011年，新鴻基証券於12月1日正式更名為「新鴻基金融有限公司」以配合其「新鴻基金融」的品牌策略。
- 2015年2月2日，光大證券以40.95億港元現金代價，收購新鴻基公司（086）證券及資產管理業務新鴻基金融70%股權。[8][9]。同年6月，光大證券透過其香港附屬公司光大證券金融控股有限公司，完成收購新鴻基金融有限公司70%股權。
- 2017年12月18日，新鴻基金融正式更名為光大新鴻基。
- 2022年1月10日，光大新鴻基正式更名為光大證券國際。[10]

## 外部連結
- 光大新鴻基有限公司首頁（页面存档备份，存于）
- 中國光大證券國際有限公司首頁 （页面存档备份，存于）